# Референдум про мінарети у Швейцарії 2009 року
Федеральна народна ініціатива «проти будівництва мінаретів» була успішною народною ініціативою в Швейцарії, щоб запобігти будівництву мінаретів на мечетях. На референдумі в листопаді 2009 року конституційна поправка, яка забороняє будівництво нових мінаретів, була схвалена 57,5% виборців, які взяли участь у голосуванні. Лише три з двадцяти швейцарських кантонів і один півкантон, переважно у франкомовній частині Швейцарії, виступили проти ініціативи.
Цей референдум походить від дій 1 травня 2007 року, коли група правоцентристських політиків, головним чином зі Швейцарської народної партії (SVP/PPS/UDC) і Федерального демократичного союзу Швейцарії (EDU/UDF), Комітет Егеркінгера (" Комітет Егеркінгена») запустив федеральну народну ініціативу, яка прагнула конституційної заборони мінаретів. Мінарет у мечеті місцевої турецької культурної асоціації у Ванген-бай-Ольтені був початковою мотивацією для ініціативи.
Уряд Швейцарії рекомендував відхилити запропоновану поправку як таку, що не відповідає основним принципам конституції. Однак після зведення результатів уряд негайно оголосив, що заборона діє.
Станом на дату голосування 2009 року в Швейцарії було чотири мінарети, прибудовані до мечетей у Цюріху, Женеві, Вінтертурі та Ванген-бай-Ольтені. Заборона не торкнулася цих існуючих мінаретів, оскільки вони вже були побудовані.

## Передумови

### Судова суперечка
Суперечка щодо швейцарського мінарету почалася в невеликому муніципалітеті в північній частині Швейцарії в 2005 році. Суперечка була залучена турецькою культурною асоціацією у Ванген-бай-Олтен, яка подала заявку на отримання дозволу на будівництво 6-метрового мінарету на даху свого будинку. Ісламський громадський центр. Проект зіткнувся з опором навколишніх жителів, які сформували групу, щоб перешкодити зведенню вежі. Турецька асоціація стверджувала, що будівельні органи неналежним чином і свавільно затримали її заявку на будівництво. Вони також вважали, що члени місцевої опозиційної групи керувалися релігійними упередженнями. Громадська будівельно-планувальна комісія відхилила заяву асоціації. Заявники подали апеляцію до Департаменту будівництва та юстиції, який скасував рішення та повернув справу на повторний розгляд. У результаті цього рішення місцеві жителі (які були членами згаданої групи) і комуна Ванген подали справу до адміністративного суду кантону Золотурн, але не задовольнили свої позови. Після апеляції Федеральний верховний суд підтвердив рішення суду нижчої інстанції. 6-метровий (20 футів) мінарет був зведений у липні 2009 року.

### Початкові спроби народних ініціатив
З 2006 по 2008 роки члени Швейцарської народної партії та Федерального демократичного союзу виступили з кількома кантональними ініціативами проти зведення мінаретів. Ініціативи були визнані парламентами кантонів неконституційними, а отже, недійсними, і не перейшли до голосування.

## Референдум
У 2007 році у відповідь на політичні поразки, описані вище, комітет Егеркінгера запустив федеральну народну ініціативу проти мінаретів. Запропонована комітетом поправка до статті 72 Федеральної конституції Швейцарії оголошувала: «Будівництво мінаретів заборонено».
У Швейцарії федеральні народні ініціативи не підлягають судовому розгляду, оскільки вони вносять зміни до федеральної конституції (тоді як кантональні ініціативи можуть бути оскаржені в суді за порушення федерального закону). Проте федеральні ініціативи все ще зв’язані міжнародним правом (jus cogens). Активісти народних ініціатив мають 18 місяців, щоб зібрати щонайменше 100 тисяч підписів. Якщо їм це вдається, ініціатива виноситься на загальнонаціональне голосування перед громадянами Швейцарії. Як федеральні, так і кантональні ініціативи є поширеними у Швейцарії, що призводить до багатьох референдумів щороку.

#### Підтримка

##### Комітет Егеркінгера
Комітет Егеркінгера складався з членів Швейцарської народної партії та Федерального демократичного союзу. Комітет висловив думку про те, що інтереси жителів, яких порушують особливі види релігійного землекористування, слід сприймати серйозно. Крім того, він стверджував, що жителі Швейцарії повинні мати можливість блокувати небажані та незвичні проекти, такі як зведення ісламських мінаретів. Комітет стверджував, зокрема, що «будівництво мінарету не має релігійного значення. Ні в Корані, ні в будь-якому іншому священному писанні ісламу мінарет прямо не згадується в жодному місці. Мінарет є набагато більше символом претензій на релігійно-політичну владу [...]». Ініціатори обґрунтовували свою точку зору, цитуючи фрагменти промови Реджепа Таїпа Ердогана (пізніше прем’єр-міністра та президента Туреччини) у 1997 році, в якому говорилося: «Мечеті — це наші казарми, куполи — наші шоломи, мінарети — наші багнети, вірники — наші солдати. Ця свята армія охороняє мою релігію».  Ульріх Шлюер, один із найвидатніших речників комітету Егеркінгера, заявив з цього приводу: «Мінарет має нічого спільного з релігією: це просто символізує місце, де встановлено ісламський закон». Члени комітету Егеркінгера включали, серед інших, Ульріха Шлюера, Крістіана Вабера, Вальтера Вобманна, Жасміна Хаттера, Оскара Фрейзінгера, Еріка Бонжура, Сільвія Флюкігер, Лукас Райман та Наталі Ріклі. Мобілізація була пов’язана з рухом проти джихаду, а Фрейзінгер, який був лідером кампанії, пізніше був визнаний героєм, коли він відвідав конференцію проти джихаду 2010 року в Парижі.

##### Феміністки
Британська газета The Times посилалася на підтримку заборони мінарету з боку «радикальних феміністок», які виступали проти пригнічення жінок в ісламських суспільствах. Серед названих була відома голландська феміністка та колишній політик Аяан Хірсі Алі, яка в грудні підтримала заборону статтею під назвою «Заборона мінаретів у Швейцарії була голосуванням за толерантність та інклюзивність». Далі The Times повідомляла, що під час передвиборчого опитування швейцарські жінки підтримали заборону на більший відсоток, ніж швейцарські чоловіки.

##### Товариство святого Пія Х
Традиціоналістське Товариство Святого Пія X (SSPX), штаб-квартира якого знаходиться в Еконе в Швейцарії, підтримало заборону мінаретів, засуджуючи протидію забороні з боку деяких католицьких єпископів:
плутанина, яка підтримується деякими авторитетами ІІ Ватиканського Собору між толерантністю до людини, незалежно від її релігії, та толерантністю до ідеології, яка є несумісною з християнською традицією.
і пояснюючи свою підтримку заборони:
Ісламська доктрина не може бути прийнята, якщо ви знаєте, про що йдеться. Як можна очікувати потурання поширенню ідеології, яка заохочує чоловіків бити своїх дружин, «вірників» вбивати «невірних», правосуддя, яке використовує калічення тіла як покарання, і спонукає відкидати євреїв і християн?

#### Опозиція

##### Уряд Швейцарії
28 серпня 2008 року Федеральна рада Швейцарії виступила проти заборони будівництва мінаретів. У ньому сказано, що народна ініціатива проти їх будівництва була подана відповідно до чинних норм, але порушує гарантовані міжнародні права людини та суперечить основним цінностям Федеральної конституції Швейцарії. Вона вважала, що заборона поставить під загрозу мир між релігіями і не допоможе запобігти поширенню фундаменталістських ісламських вірувань. У зв’язку з цим Федеральна рада рекомендувала швейцарському народу відхилити цю ініціативу. 24 жовтня 2008 року Федеральна комісія проти расизму розкритикувала народну ініціативу, стверджуючи, що вона ганьбить мусульман і порушує релігійну свободу, яка захищена основними правами людини та забороною дискримінації.

##### Парламент
Навесні 2009 року Федеральна асамблея рекомендувала (132 голосами проти 51 і 11 утрималися) швейцарському народу відхилити ініціативу щодо заборони будівництва мінаретів.

##### Неурядові організації
Товариство меншин у Швейцарії закликало до свободи та рівності та розпочало інтернет-кампанію, щоб зібрати якомога більше символічних підписів проти можливої заборони мінаретів. Amnesty International попередила, що заборона мінарету спрямована на те, щоб використати страх перед мусульманами та заохочувати ксенофобію заради політичних цілей. "Ця ініціатива претендує на захист від нестримної ісламізації  Швейцарії", - сказав Даніель Боломей, глава швейцарського офісу Amnesty, у заяві, цитованій Agence France-Presse (AFP). «Але це має на меті дискредитувати мусульман і дискредитувати їх, чисто і просто».  Economiesuisse вважав, що абсолютна заборона на будівництво негативно вдарить по іноземних інтересах Швейцарії, стверджуючи, що сам запуск ініціативи викликав хвилювання в ісламському світі. Швейцарська асоціація «Unser Recht» («Наш закон») опублікувала ряд статей проти заборони мінаретів. Восени 2009 року Швейцарський журнал релігійної свободи розпочав громадську кампанію за релігійну гармонію, безпеку та справедливість у Швейцарії та роздав кілька тисяч наклейок на вулицях Цюріха на підтримку права на релігійну свободу.

##### Релігійні організації
Католицька церква Швейцарії виступила проти заборони мінаретів. У заяві Єпископської конференції Швейцарії говориться, що заборона перешкоджатиме міжрелігійному діалогу і що будівництво та експлуатація мінаретів вже регулюється швейцарськими будівельними нормами. У заяві додається, що «наше прохання про відхилення ініціативи ґрунтується на наших християнських цінностях і демократичних принципах нашої країни».  Офіційний журнал Католицької Церкви в Швейцарії опублікував серію статей про суперечку щодо мінарету. Федерація протестантських церков Швейцарії стверджувала, що федеральна народна ініціатива стосувалася не мінаретів, а була вираженням занепокоєння ініціаторів і страху перед ісламом. Він розглядав заборону мінарету як неправильний підхід до висловлення таких заперечень. Федерація єврейських громад Швейцарії також була проти будь-якої заборони будівництва мінаретів. Доктор Герберт Вінтер, президент Федерації, сказав у 2009 році: «Як євреї, ми маємо власний досвід. Століттями нас виключали: нам не дозволяли будувати синагоги чи купольні дахи. Ми не хочемо, щоб таке виключення повторювалося». Інші релігійні організації описали ідею повної заборони мінаретів як сумну; Асоціація вільних євангельських церков; Швейцарський євангельський альянс; християнсько-католицька церква Швейцарії; Угода швейцарських баптистів; Армія порятунку; Федерація євангельсько-лютеранських церков Швейцарії; Православна єпархія Вселенського Константинопольського Патріархату; Сербська православна церква в Швейцарії; і англіканська церква в Швейцарії.

##### Індивідуальні юристи
Марсель Стюссі стверджував, що будь-яка заборона буде несумісною зі статтями міжнародного права, які підписала Швейцарія. У будь-якому випадку, закони кантонального зонування вже забороняли будівництво будівель, які не відповідають їх оточенню. «Праві ініціативи, такі як мінарет, можуть зловживати системою», — сказав Стюссі. Він назвав цю ініціативу «застарілою та непотрібною», але додав, що публічне обговорення цього питання може поставити Швейцарію в позитивному світлі, принаймні для більшості, яка на той момент виступала проти заборони. У липні 2008 року, перед народною ініціативою, він стверджував, що «криза завжди створює можливість. Народне голосування проти запропонованої заборони було б найвищою декларацією за визнання швейцарської мусульманської громади». «Це також було б висловив заяву про те, що будь-хто в рівній мірі підпорядковується закону та політичному процесу», - сказав Стюссі в інтерв’ю World Radio Switzerland. Генріх Коллер заявив, що «Швейцарія повинна дотримуватись міжнародного права, оскільки обидві системи разом утворюють єдність». Джузеп Най стверджує, що з об’єктивної точки зору jus cogens слід читати та надавати чинності разом із фундаментальними нормами міжнародного права. Відповідно до Нея, таке тлумачення означало, що будь-які дії держави повинні відповідати фундаментальній матеріальній справедливості та застосовуватися не лише до тлумачень чинного права, але й до нового закону. Ервін Таннер вважав цю ініціативу порушенням не лише конституційно закріпленого права на релігійну свободу, а й права на свободу вираження поглядів, користування власністю та рівність. Редакція Revue de Droit Suisse закликала скасувати цю ініціативу, оскільки «здається, що матеріальний зміст популярних ініціатив є предметом непродуманої художньої роботи, оскільки автори проекту перебувають під впливом певних емоцій, які тривають лише уривками».
Самі Алдіб виступав за заборону зведення мінаретів у Швейцарії, оскільки, на його думку, конституція дозволяє молитися, але не кричати.

## Наслідки референдуму та впровадження заборони
Була заява, що заборона на нові мінарети може бути перевірена у випадку незавершеного проекту будівництва мінарету для мечеті в Лангенталі, кантон Берн. Мусульманська громада Лангенталя заявила про намір передати свою справу до Федерального верховного суду Швейцарії, а в разі потреби – до Європейського суду з прав людини в Страсбурзі. Адвокат громади також висловив сумнів щодо того, чи заборона може вважатися такою, що вплине на проект Langenthal, оскільки заявка на дозвіл на планування була подана до місцевого органу планування у 2006 році, до результатів референдуму; Таким чином, можна було стверджувати, що заборона не повинна застосовуватися до цього проекту постфактум.  Однак професор права в університеті Санкт-Галлена висловив думку, що заборона зробила проект Langenthal застарілим.
Те, чи це вплине на мечеть Лангенталя, залежатиме від деталей остаточного впровадження. За словами Олександра Руха, професора будівельного права в ETH Zurich, на той момент не було офіційного визначення терміну «мінарет», що залишало відкритим розгляд гіпотетичних випадків, таких як димохід фабричної будівлі, який переобладнали в мечеть. У випадку з мінаретом Лангенталя навіть стверджували, що запланована споруда була схожою на мінарет вежею, а не мінаретом. Заклики до молитви були частим аргументом проти дозволу на будівництво мінаретів, і запланована вежа в Лангенталі не могла бути використана для цієї мети. У випадку з ісламським центром у Фрауенфельді, кантон Тургау, діюча вентиляційна шахта була прикрашена металевим конусом із зображенням півмісяця. У жовтні 2009 року міська рада Фрауенфельда відмовилася розглядати споруду як «мінарет», заявивши, що вона була офіційно оголошена вентиляційною шахтою, і що додатковий півмісяць не дав приводу для коментарів протягом шести років після її встановлення. 
Партія зелених Швейцарії заявила, що, на їхню думку, заборона вносить суперечність у конституцію Швейцарії, яка також містить параграф, що гарантує свободу релігії, і в листопаді 2009 року партія оголосила про намір звернутися до Європейського суду з прав людини. з цього питання.
Кілька заяв до Європейського суду з прав людини було відхилено в 2011 році на тій підставі, що заявники не були постраждалими сторонами, оскільки вони не мали наміру будувати мінарети.

## Міжнародна реакція
Заборона викликала реакцію з боку урядів і політичних партій по всьому світу.

### Офіційна реакція урядів і міжнародних організацій
- Організація Об’єднаних Націй – У березні 2010 року, розташована в Женеві Рада ООН з прав людини (UNHRC) прийняла резолюцію, що засуджує «дифамацію релігії», яка містить посилання на «ісламофобні» заборони на будівництво нових мінаретів на мечетях. Резолюцію запропонувала Організація Ісламська Конференція (ОІК). Представник ОІК Бабакар Ба заявив, що резолюція є «способом ще раз підтвердити наше засудження рішення про заборону будівництва мінаретів у Швейцарії». Проти резолюції виступили здебільшого західні країни, але вона отримала більшість завдяки голосам мусульманських країн, а також підтримці інших країн, таких як Куба та Китай. Вісім держав утрималися. Посол США Ейлін Донахо розкритикувала резолюцію як «інструмент розколу» та «неефективний спосіб вирішення» проблем дискримінації. Про заборону також згадував спеціальний доповідач ООН з прав людини з питань сучасних форм расизму, расової дискримінації, ксенофобії та пов’язаної з ними нетерпимості у своїй доповіді Генеральній Асамблеї ООН у 2010 році.
- Франція – міністр закордонних справ Бернар Кушнер засудив заборону, назвавши її «вираженням нетерпимості», і сказав, що вона становить «релігійне гноблення», сподіваючись, що Швейцарія змінить своє рішення.
- Швеція – Швеція засудила заборону, а міністр закордонних справ Карл Більдт заявив, що «це вираження певної кількості упереджень і, можливо, навіть страху, але очевидно, що це негативний сигнал у всіх відношеннях, у цьому немає сумнівів». Він також заявив, що "зазвичай у Швеції та інших країнах є містобудівники, які вирішують подібні питання. Вирішувати подібні питання на референдумі здається мені дуже дивним".
- Туреччина. Президент Туреччини Абдулла Гюль назвав заборону «ганебною».
- Іран. Міністр закордонних справ Ірану Манучехр Моттакі зателефонував своєму швейцарському колезі та заявив, що заборона йде «проти престижу країни, яка стверджує, що є прихильником демократії та прав людини», і що це «зашкодить іміджу Швейцарії як піонера дотримання прав людини серед мусульманської громадської думки». Він також стверджував, що «такі цінності, як толерантність, діалог і повага до релігій інших, ніколи не повинні виноситися на референдум», і попередив Швейцарію про «наслідки антиісламських дій», і висловив сподівання, що швейцарський уряд «вживе необхідних заходів». кроки та знайти конституційний спосіб запобігти накладенню цієї заборони». Посла Швейцарії в Ірані викликали до МЗС, яке протестувало проти заборони.
- Лівія. Тодішній лівійський лідер Муаммар аль-Каддафі назвав заборону мінарету підставою для свого заклику до джихаду проти Швейцарії у промові, що відбулася в Бенгазі з нагоди Мауліда, через чотири місяці після голосування. Каддафі також закликав мусульман усього світу бойкотувати Швейцарію та заявив, що «будь-який мусульманин у будь-якій частині світу, який працює зі Швейцарією, є відступником, виступає проти Мухаммеда, Аллаха та Корану». Каддафі назвав Швейцарію "невірною, непристойною державою, яка руйнує мечеті". Речник лівійського уряду Мохаммед Бааю оголосив, що Лівія запровадила ембарго на всі економічні та комерційні обміни зі Швейцарією.

### Неурядові політичні реакції
Референдум у Швейцарії привітали кілька європейських ультраправих партій:
- Австрія – Альянс за майбутнє Австрії (BZÖ) заявив, що «поки фанатичні ісламісти описуватимуть свої мечеті як армійські казарми... ми будемо перешкоджати будівництву таких споруд для захисту нашої демократії, прав людини та свободи». Партія свободи Австрії (FPÖ) також запропонувала подібну заборону на мінарети в Австрії. Заборона вже діє в австрійських землях Каринтія та Форарльберг.
- Бельгія – Філіп Девінтер з Flemish Interest (Vlaams Belang) заявив, що це «є сигнал про те, що вони повинні адаптуватися до нашого способу життя, а не навпаки».
- Данія – Данська народна партія висловила підтримку подібного референдуму щодо заборони будівництва мінаретів, а також великих мечетей у Данії.
- Президент Франції Ніколя Саркозі заявив, що результати референдуму слід поважати, оскільки вони не мають нічого спільного з релігійною свободою. Марін Ле Пен з Національного фронту Франції сказала, що «еліти повинні припинити заперечувати прагнення та страхи європейських людей, які, не виступаючи проти релігійної свободи, відкидають показні знаки, які хочуть нав’язати політичні та релігійні мусульманські групи».
- Нідерланди – Ґерт Вілдерс, голова голландської Партії свободи, заявив, що тепер він прагне зробити подібний референдум можливим у Нідерландах.
- Італія – Маріо Боргезіо з Lega Nord заявив, що «прапор мужньої Швейцарії, яка хоче залишатися християнською, майорить над майже ісламізованою Європою». Роберто Кальдеролі з тієї ж партії також заявив, що «Швейцарія посилає нам чіткий сигнал: так дзвіницям, ні мінаретам».
- Німеччина. Високопоставлений член консервативного Християнсько-демократичного союзу (ХДС) канцлера Ангели Меркель Вольфганг Босбах заявив, що критика заборони буде «контрпродуктивною» і що заборона відображає страх перед зростанням ісламізації, страх, який «необхідно прийняти». серйозно».
- За межами Європи, у Пакистані, пакистанський член парламенту та заступник лідера партії Джамаат-е-Ісламі Хуршид Ахмад заявив, що «такий розвиток подій відображає крайню ісламофобію серед людей на Заході». 30 січня 2010 року пакистанська газета The Nation опублікувала сфабриковану історію, згідно з якою «перша людина, яка почала боротьбу за заборону мінаретів мечетей», побачила помилку своїх «злих шляхів» і прийняла іслам, який нібито «створив фурор у швейцарській політиці», стверджуючи, що Штрайх «зараз соромиться своїх вчинків і бажає побудувати в Швейцарії найкрасивішу мечеть Європи». 5 лютого Tikkun розвінчав історію The Nation як спотворену версію звіту про Даніеля Штрайха, швейцарського мусульманина, який вийшов зі Швейцарської народної партії, оскільки був обурений їхньою кампанією.